# 沖縄県立知念高等学校
沖縄県立知念高等学校（おきなわけんりつ ちねんこうとうがっこう）は、沖縄県島尻郡与那原町字与那原にある県立高等学校。
校名の「知念」は知念村（現南城市）にて開校したことが由来である。1952年に現在地である与那原町に移転したが、校名は変更されなかったため、住所と校名が一致しないということになっている。

## 沿革
- 1945年
  - 11月16日 - 知念市志喜屋（現南城市知念字志喜屋）に開校。
  - 12月7日 - 知念市百名（現南城市玉城字百名）へ移転。
- 1946年
  - 2月12日 - 大見武分校を大里村大見武（現与那原町字大見武）設置。
  - 4月1日 - 玉城村親慶原（現南城市玉城字親慶原）へ移転。
  - 5月10日 - 大見武分校を首里高等学校へ移管。
- 1949年7月23日 - 台風により学校施設のほぼ全てが崩壊。
- 1952年2月17日 - 与那原町字与那原へ移転（現在地）。
- 1956年4月3日 - 定時制課程を設置。
- 1963年4月1日 - 一般職業科を商業科に転科。
- 1972年5月15日 - 沖縄返還により沖縄県立知念高等学校となる。
- 1974年3月31日 - 定時制課程を沖縄県立南部商業高等学校へ移管。

## 設置学科
- 普通科：8クラス（320人）

## 著名な卒業生
- 宮城能鳳 - 組踊実演家、人間国宝
- 津波信一 - ローカルタレント
- 山田哲也 - 教育社会学者、一橋大学社会学部教授
- 仲里利信　- 衆議院議員、沖縄県議会議長
- 高良勉 - 詩人
- 儀武ゆう子 - 声優
- 知念慶 - サッカー選手
- 新垣雄久- 元沖縄県副知事
- 端慶覧長方- 元沖縄県議会議員・沖縄社会大衆党委員長

## 交通
| 運行事業者 | 路線・系統                                                                              | 下車停留所 |
| ---------- | --------------------------------------------------------------------------------------- | ---------- |
| 沖縄バス   | 36番・糸満～新里線 39番・南城線                                                         | 知念高校前 |
| 東陽バス   | 37番・那覇新開線 38番・志喜屋線 338番・斎場御嶽線 191番・城間（サンエーパルコシティ）線 | 知念高校前 |